# Lionel Beauxis
Lionel Beauxis (Tarbes, 24 ottobre 1985) è un rugbista a 15 francese, dal 2019 mediano d'apertura dell'Oyonnax.

## Biografia
Cresciuto a Tarbes, Beauxis mosse i primi passi rugbistici a Louey (arrondissement di Tarbes) prima di entrare nelle giovanili del Pau a 15 anni.
Esordì in prima squadra del club nel 2003, e si mise subito in luce come apertura (e, talora, estremo), prolifico, tanto da mettere a segno più di 300 punti in meno di 30 incontri di campionato disputati dal Pau.
Nel 2006 passò ai parigini dello Stade français, con cui si laureò campione di Francia nel 2007.
Il 2007 fu anche l'anno del debutto internazionale di Beauxis, che disputò tutti gli incontri di quella vittoriosa (per la Francia) edizione del Sei Nazioni, esordendo contro l'Italia da subentrato e scendendo in campo per la prima volta da titolare nell'ultima gara del torneo, contro l'Inghilterra.
Nel prosieguo dell'anno fu impiegato per tutti gli incontri estivi e in 6 incontri della Coppa del Mondo di rugby 2007 (saltò solo l'incontro inaugurale con l'Argentina); dopo un 2008 senza incontri, tornò in Nazionale in occasione del Sei Nazioni 2009.
A febbraio 2011 ha firmato un contratto triennale con il Tolosa a partire dalla stagione 2011-12.

## Palmarès
- Campionati francesi: 2
Stade français: 2006-07
Tolosa: 2011-12